# Polemoniales
Polemoniales is een botanische naam, voor een orde van planten. Deze naam is gevormd vanuit de familienaam Polemoniaceae. Een orde onder deze naam wordt zelden erkend door systemen voor plantentaxonomie, maar indertijd wel door het systeem van Bentham & Hooker, alwaar de orde geplaatst wordt in de Gamopetalae en de volgende samenstelling heeft:
- orde Polemoniales
familie Boraginaceae
familie Convolvulaceae
familie Hydrophyllaceae
familie Polemoniaceae
familie Solanaceae

De betreffende planten worden tegenwoordig ingedeeld in de orde Solanales.